# Amwrosij Androchowycz
Amwrosij Androchowycz, wzgl. Ambroży Androchowicz (ukr. Амвро́сій Андрохо́вич, ur. 5 października 1879 w Łyśćcu, zm. 16 października 1942 we Lwowie) – ukraiński historyk i pedagog (ukrainista), członek realny Naukowego Towarzystwa im. Szewczenki, profesor Akademii Teologicznej we Lwowie.
Absolwent C.K. Gimnazjum w Stanisławowie (1898).
Autor prac o Barbareum, Studium ruthenum, Papieskiej Akademii Teatynów, Greckokatolickim Generalnym Seminarium Duchownym oraz artykułów o galicyjskim szkolnictwie na przełomie XVIII i XIX wieku.